# Djamindjunganska språk
De djamindjunganska språken utgör en liten språkfamilj av australiska språk som talas i norra Australien.
Språkfamiljen innehåller två språk: djamindjung och nungali.